# Thryallis
Thryallis é um género botânico pertencente à família Malpighiaceae.

## Espécies
- Thryallis brachystachys Lindl.
- Thryallis laburnum S. Moore
- Thryallis latifolia Martius
- Thryallis longifolia Martius
- Thryallis parviflora C. E. Anderson

## Referência
1. ↑  Anderson, C. 1995. Revision of Thryallis (Malpighiaceae). Contributions from the University of Michigan Herbarium 20: 3–14.